# اچ‌ام‌سی‌اس ریموسکی (کی۱۲۱)
اچ‌ام‌سی‌اس ریموسکی (کی۱۲۱) (به انگلیسی: HMCS Rimouski (K121)) یک کشتی بود که طول آن ۲۰۵ فوت (۶۲٫۴۸ متر) بود. این کشتی در سال ۱۹۴۰ ساخته شد.